# Pheidole longiscapa
Pheidole longiscapa är en myrart som beskrevs av Auguste-Henri Forel 1901. Pheidole longiscapa ingår i släktet Pheidole och familjen myror.

## Underarter
Arten delas in i följande underarter:
- P. l. longiscapa
- P. l. martensis